# Claire – Se souvenir des belles choses
Claire – Se souvenir des belles choses (Alternativtitel: Claire – Sich erinnern an die schönen Dinge bzw. Claire – Eine kurze Geschichte vom Vergessen) ist ein französisches Liebesdrama von Zabou Breitman aus dem Jahr 2001.

## Handlung
Die 32-jährige Claire Poussin, die mit ihrer älteren Schwester Nathalie zusammenlebt, begibt sich zur Behandlung in die Spezialklinik Les Écureuils von Prof. Christian Licht. Sie liebt Gewitter und wurde vor einem Monat im Wald von einem Blitz getroffen. Seither hat sie Erinnerungslücken und gelegentlich Wortfindungsstörungen. Prof. Licht denkt, dass er sie nach relativ kurzer Zeit als geheilt entlassen kann, und auch Nathalie ist der Meinung, dass Claire eigentlich gesund sei. Claire wiederum befürchtet, dass nicht der Blitzschlag für ihre Lage verantwortlich ist, sondern sie wie ihre Mutter an Alzheimer erkrankt sei. Die Mutter, die ebenfalls zur Behandlung in Lichts Klinik war, ist vor einiger Zeit verstorben.
Claire, die tagsüber in der Klinik ist, die Nächte aber zuhause verbringt, lernt nach und nach die anderen Patienten der Klinik kennen: Toto, der sich nur über das Wort „Toto“ verständlich macht, Daniel, der vulgär und ungepflegt ist, den alten Léo Finkel, der im Konzentrationslager war, und Philippe, der nach einem Autounfall, bei dem sein Sohn und seine Frau ums Leben kamen, sein Gedächtnis verloren hat. Mit der Zeit kommen sich Claire und Philippe näher. Bei einem Museumsbesuch küssen sie sich, und bald wird sich Philippe bewusst, dass er in Claire verliebt ist. Sie wiederum entschließt sich, in der Klinik ein Zimmer zu beziehen. Nicht nur, weil sie so Philippe näher sein kann – sie hat auch das Gefühl, dass sich ihr Gesundheitszustand verschlechtert hat. Sie vergisst immer mehr, und auch die Wortfindungsstörungen nehmen zu. Das Klinikpersonal ist ratlos; doch Christian Licht weiß, dass Claire wie ihre Mutter an Alzheimer erkrankt ist und die Erkrankung rasch fortschreitet. Auch Claire ahnt die Ursache für ihre Lage. Als ihr angeboten wird, mit Philippe in eine eigene Wohnung zu ziehen, zögert sie. Licht rät ihr von einer Untersuchung ab, die ihr ihre Krankheit bestätigen würde. Es sei möglich, dass sie Alzheimer hat, eine ärztliche Bestätigung würde ihre Lage jedoch nicht verbessern. Sie solle an ihrer Liebe zu Philippe festhalten. Claire bittet ihn darum, niemandem etwas von ihrer Erkrankung zu erzählen.
Claire und Philippe ziehen zusammen. Meistert Claire den Alltag mit vielen Erinnerungsstützen zunächst noch gut, so hat sie schon bald massive Schwierigkeiten beim Verstehen der Dinge. Schon bei der Einweihungsfeier verzweifelt sie an ihrem eigenen Unverständnis. Momente der Konfusion wechseln sich ab mit solchen tiefer Liebe zu Philippe, der in seinen Träumen immer wieder von den Bildern des Unfalls heimgesucht wird und so mit Erinnerungen konfrontiert wird, die er lange hatte verdrängen können. Während Philippe langsam in sein normales Leben zurückfindet und eine neue Arbeitsstelle erhält, wird Claires Zustand immer bedenklicher. Eines Tages verschwindet sie aus der Klinik, in der sie nachbehandelt wird, nachdem sie dem Personal hat deutlich machen können, dass Philippe sie an diesem Tag nicht abholen komme. Nach langer Suche findet Philippe sie in einem nahegelegenen Barackengelände. Sie sitzt in einem Waldstück, zeigt sich über sein Kommen erfreut und spricht unverständliche Worte. Er beschwört sie, sich an ihre gemeinsame Liebe zu erinnern, doch bleiben ihre Reaktionen auf seine Worte vage.

## Produktion
Claire – Se souvenir des belles choses war das Regiedebüt der Schauspielerin Zabou Breitman, die auch – zusammen mit ihrem Vater Jean-Claude Deret – das Drehbuch schrieb und zudem eine Nebenrolle im Film übernahm. Die Idee zu diesem Film kam ihr, nachdem sie auf dem Yokohama Film Festival eine Reportage von Raymond Depardon über das Gedächtnis gesehen hatte. Der Film wurde mit einem Budget von rund 3,77 Millionen Euro in Bordeaux und Marly-le-Roi gedreht. Die Kostüme schuf Charlotte David, die Filmbauten stammten von Marc Flouquet.
Der Film hatte am 24. August 2001 auf dem World Film Festival in Montreal Premiere. Er lief am 9. Januar 2002 in den französischen Kinos an, wo er von rund 593.000 Besuchern gesehen wurde. In Deutschland kam er am 30. Januar 2003 in die Kinos. arte zeigte den Film am 15. März 2011.

## Synchronisation
| Rolle       | Darsteller      | Synchronsprecher  |
| ----------- | --------------- | ----------------- |
| Claire      | Isabelle Carré  | Marion Elskis     |
| Marie Bjorg | Zabou Breitman  | Marion Martienzen |
| Robert      | Dominique Pinon | Lutz Schnell      |

## Kritik
Der film-dienst befand, dass Claire – Se souvenir des belles choses „ausgezeichnet gespielt und vor allem in der zweiten Hälfte dicht inszeniert“ sowie eine „berührende, zeitlos gültige Liebesgeschichte“ sei. Der Film gewinne „vor allem in der zweiten Hälfte […] eine große Intensität, die besonders dem Spiel der Hauptdarstellerin zu verdanken“ sei, befand arte. „Fragil und brüchig ist dieser Erstlingsfilm erzählt, absichtsvoll und spontan zugleich. Er changiert behände zwischen gedrechselten Dialog- und Bildideen und der Beiläufigkeit, mit der Breitman tragikomische Miniaturen einfügt“, schrieb die Berliner Zeitung. Cinema fand, „dieser Film ist so unsentimental wie Mathematik: Ohne falschen Respekt vor Behinderung und Krankheit, stattdessen mit einigem Humor, zeigt die traurig-schöne Geschichte ein Paar zwischen gestern und morgen, dessen Gegenwart Kampf und Verzweiflung bedeutet. Trotzdem geht die Gleichung auf. Denn Liebe lohnt jederzeit. Und wäre es nur für eine Nacht“.

## Auszeichnungen
Auf dem ''Festival du film de Cabourg" wurde Bernard Campan 2002 als Bester Nachwuchsdarsteller ausgezeichnet. Im Jahr darauf erhielt der Film drei Césars, in den Kategorien Beste Hauptdarstellerin (Isabelle Carré), Bester Nebendarsteller (Bernard Le Coq) und Bestes Erstlingswerk (Zabou Breitman). Bernard Campan wurde zudem für einen César als Bester Hauptdarsteller nominiert.
Das Syndicat Français de la Critique de Cinéma et des Films de Télévision zeichnete Zabou Breitman 2003 für Claire – Se souvenir des belles choses mit dem Kritikerpreis für das beste Filmdebüt aus. Für den besten Erstlingsfilm erhielt Breitman im selben Jahr zudem einen Étoile d’Or. Isabelle Carré gewann 2003 einen Prix Lumières als Beste Darstellerin.